# Деревицька волость
Деревицька волость — історична адміністративно-територіальна одиниця Новоград-Волинського та Полонського повітів Волинської губернії. Волосний центр — село Деревичі.
З березня 1921 року входила до складу Полонського повіту.
Станом на 1885 рік складалася з 29 поселень, 14 сільських громад. Населення — 4 788 особа (2 339 чоловічої статі та 2 449 — жіночої), 568 дворових господарств.

## Земля волості
|                     | Площа, десятин | У тому числі орної, дес. |
| ------------------- | -------------- | ------------------------ |
| Сільських громад    | 4712           | 4253                     |
| Приватної власності | 6340           | 3652                     |
| Казенної власності  | 415            | 290                      |
| Іншої власності     | 321            | 174                      |
| Загалом             | 11788          | 8369                     |

## Основні поселення
- Деревичі — колишнє власницьке село, 1128 осіб, 127 дворів, волосне управління, повітове місто — 70 верст; 2 православні церкви, школа, 2 постоялих будинки, водяний млин.
- Борушківці — колишнє власницьке село, 449 осіб, 57 дворів, православна церква.
- Бражинці — колишнє власницьке село, 756 особи, 95 дворів, 2 православні церкви, постоялий будинок, водяний млин.
- Гізівщина — колишнє власницьке село, 434 особи, 64 дворів, православна церква, водяний млин.
- Глезне — колишнє власницьке село, 341 особа, 42 дворів, водяний млин, винний завод.
- Купчинці — колишнє власницьке село, 476 осіб, 62 двора, православна церква, постоялий будинок.